# Textilprüfung
Die Bezeichnung Textilprüfung wird üblicherweise als Sammelbegriff für Untersuchungen und Prüfungen an Textilmaterialien verstanden. Hierunter fallen die physikalischen Prüfungen, die oft auch als mechanisch-technologische Verfahren bezeichnet werden, die chemischen Prüfungen und die textilmikroskopischen Prüfungen der textilen Rohstoffe, Halb- und Fertigerzeugnisse vor, während und nach ihrer Herstellung mit dem jeweils geeignetsten Prüfverfahren, ob das Prüfgut den Anforderungen genügen wird, denen es bei seiner weiteren Verwendung ausgesetzt sein wird. Sie dient als Mittel der Fabrikations- und Lieferungskontrolle, der technischen Entwicklungsarbeiten und der neutralen Entscheidung amtlicher Prüfstellen.

## Prüftechnische Grundlagen
Die durch die Prüfverfahren ermittelten Kenngrößen geben die Parameter und Eigenschaften als kennzeichnende Merkmale textiler Gebilde (Fasern, Bänder, Garne, textile Flächengebilde, konfektionierte Bekleidung und Teppiche) an. Um sicherzustellen, dass die Prüfergebnisse unterschiedlicher Labors und Laboranten vergleichbar und reproduzierbar sind, wurden nahezu alle textilen Prüfungen standardisiert.
Die für ein textiles Material erhaltenen Werte dieser Kenngrößen stellen jedoch keine Konstante dar, sondern schwanken um einen mittleren Wert, weshalb immer mehrere Prüfungen zur Kennzeichnung eines bestimmten Merkmals durchzuführen sind. Deshalb muss mittels mathematisch-statistischer Methoden ein bewertbarer Mittelwert gewonnen werden.
Die Prüfungsumgebung beeinflusst in hohem Maß die Ergebnisse der Prüfung an textilen Materialien. Hier spielt insbesondere das Prüfklima im Prüfraum eine bedeutende Rolle, da die Eigenschaften von textilen Werkstoffen von Feuchte und Temperatur abhängen. Viele Faserstoffe sind hygroskopisch. Die aufgenommene Feuchte aus der Umgebung verändert die physikalischen Eigenschaften. Zur Sicherung der Reproduzierbarkeit und Vergleichbarkeit der textilphysikalischen Parameter sind Untersuchungen an Messproben mit definiertem Ausgangszustand im Normalklima durchzuführen. Die Definition des Normalklimas erfolgt in der Norm DIN EN ISO 139: Textilien – Normalklimate für die Probenvorbereitung und Prüfung. Das Normalklima der gemäßigten Zonen wird definiert mit der Temperatur (20± 2) °C und mit der relativen Feuchte (65 ±4) %.
Für die Einschätzung der Qualität oder die Angabe des Zustandes einer gleichartigen Menge eines textilen Materials ist es im Allgemeinen nicht möglich die gesamte Menge, für die das Bewertungsergebnis gelten soll, zu prüfen. Viele Prüfverfahren verändern oder zerstören die untersuchten Textilien, so dass sie für den vorgesehenen Verwendungszweck nicht mehr nutzbar sind. Man muss deshalb kleine Teilmengen, die Proben, aus der zu beurteilenden Gesamtmenge, der Grundgesamtheit, für die Untersuchung entnehmen. Die Teilmenge muss die Gesamtmenge repräsentieren. Die praktische Durchführung der Probenahme regelt die Norm DIN EN 12751: Textilien – Probenahme von Fasern, Garnen und textilen Flächengebilden für Prüfungen.